# Corgnale
Corgnale (in sloveno Lokev) è un centro abitato del comune di Sesana, nel Carso sloveno, situato a pochi chilometri dal confine italo-sloveno nei pressi di Trieste.
È capoluogo di una delle 13 comunità locali in cui si suddivide il comune, includendo anche il vicino insediamento di Prelose di Corgnale (Prelože pri Lokvi).

## Geografia
Corgnale è situata nel Carso triestino, a 8 km a sud-est di Sesana, a 5 km a sud-ovest di Divaccia e a 15 km ad est di Trieste.

## Etimologia
Nel corso dei secoli il nome del paese si riscontra in varie forme: Coronal, Corgnal, Cornial o Corniale e Corgnale, utilizzate anche nelle fonti in lingua tedesca, assieme a Kornial e ai toponimi del XVI secolo Hülben (1574) e Kornhalle (ossia "deposito di grano", ma pure evidente traslitterazione di Corniale).
In un documento del 1304, relativo ad una riunione in cui era presente l'allora vescovo di Trieste Rodolfo Pedrazzani, l'abitato viene citato come Villa Chorgnalis.
Nella seconda metà del Cinquecento compaiono i toponimi sloveni Lokow e Loqua. A partire dal 1872 è utilizzato per qualche tempo il nome Lokva (che affianca e precede Corniale/Cornial, utilizzato fino a quell'anno), che dal 1878 si consolida definitivamente in Lokev. Dal 1923 fino al 1947, sotto la sovranità italiana, Corgnale rimane l'unica denominazione ufficiale del paese. Col passaggio alla sovranità iugoslava dopo la seconda guerra mondiale, unico nome ufficiale diviene Lokev.
Il toponimo italiano deriva molto probabilmente dalla pianta del corniolo, diffuso in tutto il Carso.

Il toponimo sloveno, comparso successivamente, sta invece ad indicare una piccola pozza d'acqua o uno stagno, un elemento importante in passato, come oggi, in un terreno povero di acque superficiali come il Carso.

## Storia
In passato fece parte della signoria di Schwarzenegg e della Contea di Gorizia, trovandosi al confine col territorio della città di Trieste; alla periferia del paese si trova infatti una stele che aveva funzione di cippo confinario dove si può leggere:
In epoca asburgica fece parte dapprima del Regno d'Illiria e poi dal 1849 del Litorale austriaco. Costituì un comune catastale autonomo, che includeva anche il vicino villaggio di Prelosa (Prelože), che successivamente venne inglobato nel comune di Sesana (o Sessana). Negli ultimi decenni del XIX secolo riottenne la propria autonomia, costituendo un comune amministrativo autonomo con la medesima circoscrizione territoriale del comune catastale.
Dopo la prima guerra mondiale entrò a far parte del Regno d'Italia nella Provincia di Trieste come comune autonomo comprendente anche la frazione di Prelose/Prelose di Corgnale (Prelože).
Nel 1947 il territorio di Corgnale, comprensivo anche di Lipizza (già appartenente al comune di Trieste), venne assegnato alla Jugoslavia, inserito nella nuova Repubblica Socialista di Slovenia. Dal 1991 fa parte della Slovenia.

## Monumenti e luoghi d'interesse
- la torre circolare difensiva del Tabor del 1487 (Obrambni stolp Tabor), eretta in difesa dalle scorrerie turche ed oggi sede del museo militare (vojaški muzej) con reperti della prima e della seconda guerra mondiale
- la chiesa parrocchiale di San Michele (Sv. Mihael), del XVII secolo
- la chiesetta gotica di Santa Maria Ausiliatrice o della Madonna (Kapela Sv. Marije Pomočnice), del 1426
- la Grotta delle fate (Jama Vilenica), la più antica grotta turistica del Carso.

## Alture principali
Klemenka, 571 m

## La bottega museale Fabiani
La bottega è stata fondata nel 1869 e tenne aperte le saracinesche fino al 1948. Nel museo si possono ammirare oggetti che fanno obbligatoriamente parte dell`inventario di ogni bottega di merci varie di quell`epoca, come per esempio: le scansie per caramelle, sementi, lucido per scarpe, lievito in polvere, aceto, articoli di cosmetica, petrolio, carta per imballaggio, barattoli, bottiglie, casse in legno, mercerie, articoli di tabacco, spezie, detersivi e saponi, caffè, colori, pentole smaltate e zincate. Oltre questo si può ammirare la collezione di antichi oggetti pubblicitari (manifesti, statuine, pannelli pubblicitari in metallo e in cartone) e molti altri oggetti pubblicitari.

## Cultura

### Istruzione

#### Musei
- Museo della Guerra "Tabor" è situato all'interno di una torre circolare realizzata in pietra nel 1485 in difesa dalle invasioni dei Turchi.

Da molti anni un appassionato ha raccolto in questa costruzione 4.536 reperti bellici della collezione che ne comprende 216.000 (al gennaio 2009).
La torre stessa è testimonianza della storia locale e contiene ad oggi le immagini, le uniformi, i reperti, di tutti gli scontri fra uomini che si sono svolti in questa zona.
L'allestimento è spartano, ma efficace. Il visitatore è guidato attraverso ricostruzioni quanto mai realistiche.

## Galleria d'immagini

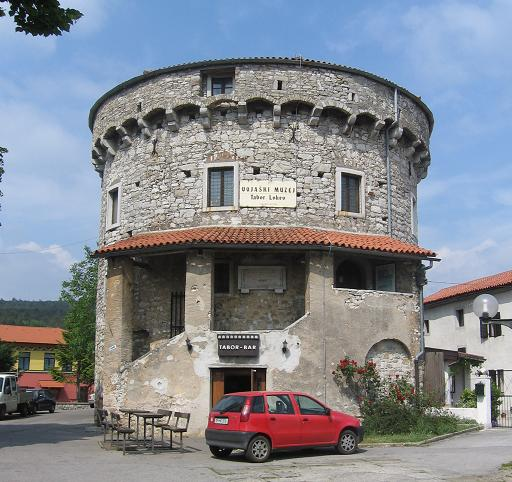
La torre rotonda fortificata
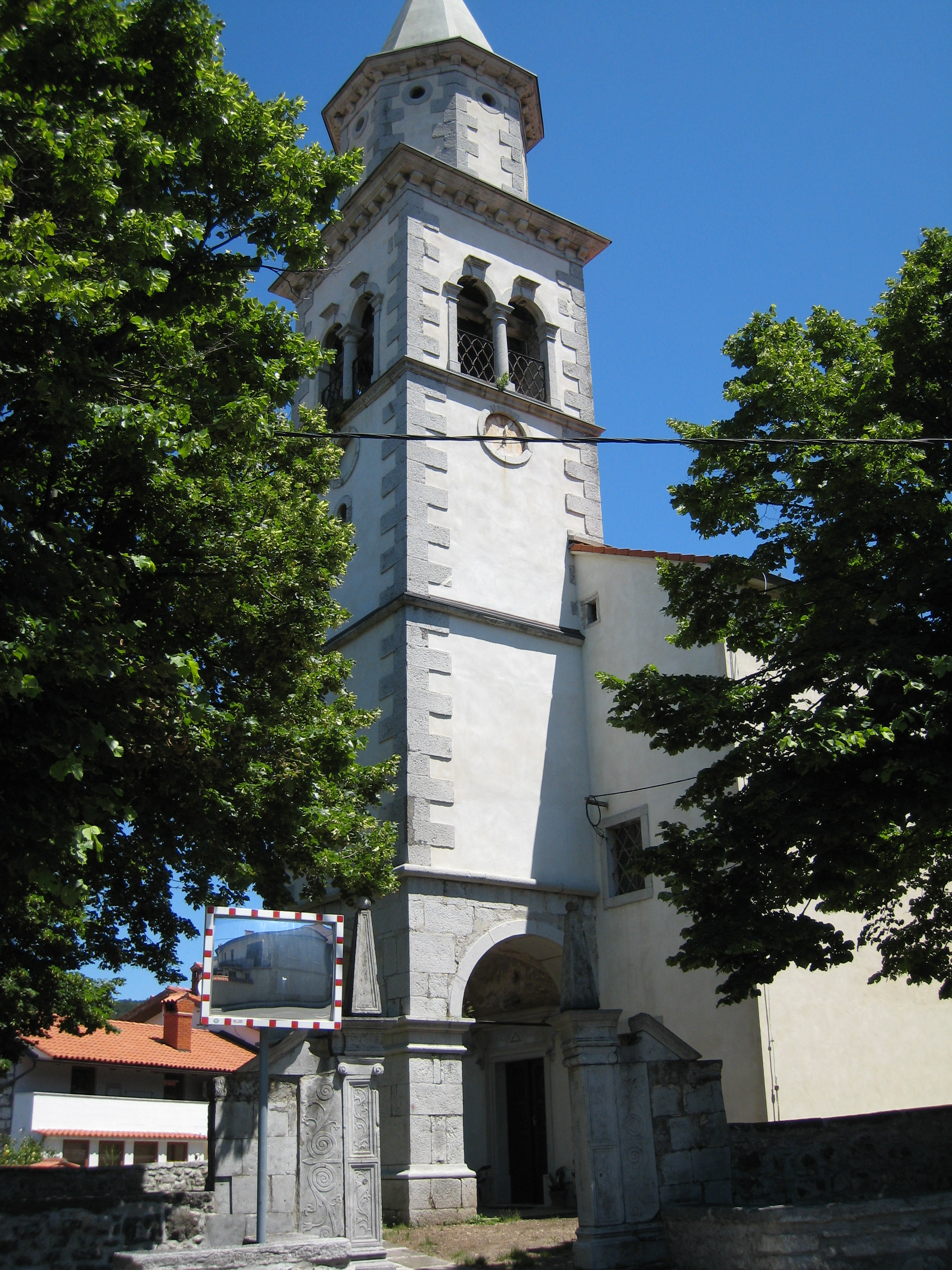
La chiesa di San Michele
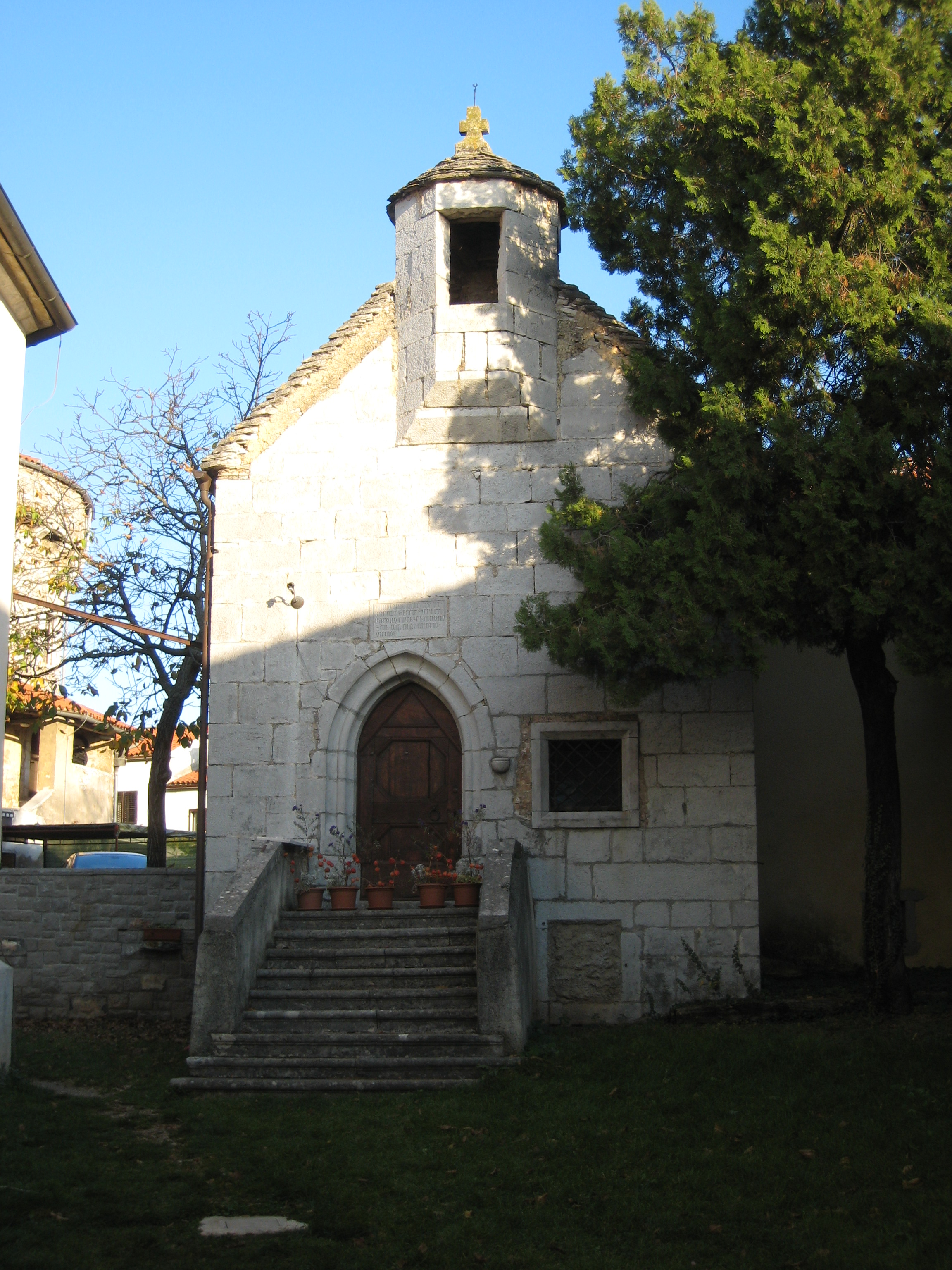
La chiesetta di Santa Maria